# Trpeznica
Trpeznica är ett berg i Kosovo, på gränsen till Nordmakedonien. Det ligger i den södra delen av landet, 90 km söder om huvudstaden Priština. Toppen på Trpeznica är 2 599 meter över havet, eller 242 meter över den omgivande terrängen. Bredden vid basen är 3,7 km.
Terrängen runt Trpeznica är bergig österut, men västerut är den kuperad. Runt Trpeznica är det ganska tätbefolkat, med 207 invånare per kvadratkilometer. Närmaste större samhälle är Dragash, 11,7 km nordväst om Trpeznica. Trakten runt Trpeznica består till största delen av jordbruksmark.